# Omologia (geometria)

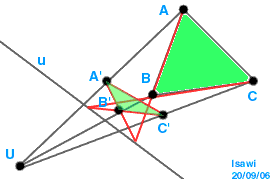
Un'omologia di asse u e centro U che trasforma il triangolo ABC nel triangolo omologo '.

In geometria descrittiva l'omologia, o corrispondenza omologica, è una trasformazione del piano ottenuta come composizione di due proiezioni centrali nello spazio. In altri termini, è la relazione di corrispondenza biunivoca originata da due proiezioni di un piano su un altro.
Due figure piane sono omologhe se esiste un'omologia che trasforma una nell'altra.
Ad esempio le sezioni di due piramidi, o in generale di due coni, aventi la stessa base sono per definizione due figure omologhe.

## Proprietà
Il fascio di piani passante per i due centri di proiezione (se distinti) interseca il piano dato in un fascio di rette, ognuna delle quali è mandata in se stessa dall'omologia. Il centro di questo fascio di rette, intersezione del piano con la retta passante per i due centri di proiezione, è un punto fisso dell'omologia detto centro.
La retta di intersezione del piano dato con il "piano di proiezione" (il piano intermedio che funge da codominio per la prima proiezione e da dominio per la seconda) è detta asse; ogni suo punto, essendo fissato da entrambe le proiezioni, è fissato anche dall'omologia.
Esistono dunque infinite omologie aventi centro ed asse fissati. L'immagine di un ulteriore punto determina invece univocamente l'omologia. Un'omologia è, di fatto, una doppia prospettività su piani coincidenti (sovrapposti).
Sinteticamente le due proprietà dell'omologia sono:
1. punti corrispondenti sono allineati con il centro (U)
2. rette corrispondenti si incontrano sull'asse (u)

## Costruzione sul piano
Fissati il centro U e l'asse u dell'omologia, nonché l'immagine A' di un punto A, è possibile determinare l'immagine B' di qualunque altro punto B con procedimenti geometrici. Per le proprietà dell'omologia sopra elencate, infatti, la retta per A e B e la retta per A' e B' si incontrano in un punto dell'asse u, mentre i punti B e B' sono allineati col centro U.
L'immagine B' di un punto B non appartenente alla retta per A e U può quindi essere ottenuta con il seguente procedimento:
- si traccia la retta r per A e B,
- si determina l'intersezione B'' tra le rette r e u,
- si traccia la retta s per A' e B'',
- si traccia la retta t per B e U,
- si determina B' come intersezione di s e t.

Una volta note le immagini di due punti A e B non allineati con U è possibile costruire direttamente l'immagine di ogni altro punto del piano.

## Alcune particolari omologie
Casi particolari di omologia:
- Se il centro U è improprio dunque posto all'infinito l'omologia ottenuta è una affinità omologica.
- Se i due centri di proiezione coincidono, l'omologia ottenuta è l'identità sul piano.
- Se l'asse u dell'omologia è una retta impropria, ovvero se il piano di proiezione è parallelo al piano, l'omologia prende il nome di omotetia avente come centro il centro U dell'omologia. Il risultato è una dilatazione o contrazione della figura.
- Se in un omotetia il centro U è un punto improprio, ovvero se la retta passante per i due centri di proiezione è parallela i piani, l'omologia è una traslazione.